# Marek Ciaszkiewicz
Marek Ciaszkiewicz (ur. 19 listopada 1953 w Gorzowie Wielkopolskim) – polski siatkarz, trzykrotny mistrz Polski (1980–1982), reprezentant Polski, wicemistrz Europy (1977).

## Kariera sportowa
Jego pierwszym klubem był Znicz Gorzów. W sezonie 1975/1976 debiutował w ekstraklasie w barwach Gwardii Wrocław. Z wrocławskim klubem sięgnął trzykrotnie po mistrzostwo Polski (1980, 1981, 1982), wicemistrzostwo Polski w 1983 i brązowy medal mistrzostw Polski (1979). W sezonie 1983/1984 występował we włoskiej drużynie Victor Village Ugento. Pod koniec lat 80. występował jeszcze w Chrobrym Głogów. W latach 90. pracował jako trener we Francji.
W reprezentacji Polski seniorów debiutował 24 września 1975 w towarzyskim spotkaniu z Włochami. Jego największym sukcesem było wicemistrzostwo Europy w 1977. W tym samym roku wystąpił także w turnieju Pucharu Świata, a w 1978 na mistrzostwach świata (8. miejsce). Ostatni raz w biało-czerwonych barwach wystąpił 16 września 1979 w towarzyskim spotkaniu z Czechosłowacją. Łącznie w reprezentacji wystąpił w 94 spotkaniach. W 1973 zdobył także brązowy medal mistrzostw Europy juniorów.
Pracuje jako nauczyciel wychowania fizycznego we wrocławskim Gimnazjum nr 27. Jego siostra Elżbieta i córka Karolina również grały w reprezentacji Polski siatkarek.